# SŽ serija 646
SŽ serija 646 je serija dizelskih premikalnih lokomotiv družbe SŽ-tovorni promet proizvajalca CZ LOKO.
Leta 2019 so Slovenske železnice pri proizvajalcu CZ LOKO naročile 4 premikalne lokomotive, model EffiShunter 1000. Lokomotive so bile dobavljene v drugi polovici leta 2020. Namenjene bodo za premik vagonov na tovorni postaji Koper.